# 重光帝
重光帝（ちょうこうてい、ベトナム語: Trùng Quang Đế）は、後陳朝大越の第2代皇帝。名は陳 季拡（ベトナム語：Trần Quý Khoáng / 陳季擴）。

## 生涯
荘定王陳𩖃の庶子。陳朝の第9代皇帝・芸宗の孫にあたる。興慶3年（1409年）に伯父の簡定帝が功臣を殺した故に重臣の鄧容や阮景異らに廃されると、彼らに擁立されて即位した。その後は鄧容らと協力して反明運動を続けたが（陳季拡の蜂起）、以前のような勢いは無く、重光5年（1413年）に順化州の戦いで明軍に大敗し、捕虜となった。
南京に護送された後、重光6年（1414年）に北京に連行されて永楽帝の命令で処刑された。なお、護送途中で入水したという説もある。